# Henri Philippe Pétain
Henri Philippe Benoni Omer Joseph Pétain, ismertebb nevén Philippe Pétain vagy egyszerűen Pétain marsall (Cauchy-à-la-Tour, 1856. április 24. – Port-Joinville (L’Île-d’Yeu), 1951. július 23.) francia marsall, az első világháború hadvezére. 1934-ben rövid ideig hadügyminiszter, a Harmadik Köztársaság 87. miniszterelnöke, 1940–1944 között a Vichy-Franciaország köztársasági elnöke.

## Az első világháborúban
A világháborút megelőzően a hadiakadémia gyalogsági karának tanára volt 1901 és 1910 között.
Részt vett az első marne-i csatában, a második artois-i csatában, a második champagne-i csatában, majd 1916. február 25-én Verdun védelméhez hívták. Nagy szerepe volt a francia hadsereg állóképességének helyreállításában. A Chemin des Dames-on elszenvedett vereség után Robert Nivelle-től átvette a hadsereg parancsnokságát 1917. május 15-én, és meg is tartotta a háború befejezéséig. 1918 novemberében Franciaország marsallja, majd a Legfelső Hadi Tanács alelnöke lett.

## A két világháború között
Mint az első világháború egyik győztes katonai vezetője, ő volt 1931-ig a francia hadsereg főfelügyelője.
1925-ben Marokkóba küldték a Rif-hegységbeli törzsek által kirobbantott Abd el-Krim-féle felkelés elfojtására. 1934-ben ő lett Gaston Doumergue kormányának hadügyminisztere. 1939–1940-ben a Franco vezette Spanyolországban nagykövetként képviselte hazáját.

## Amásodik világháborúalatt
1940. május 18-án a Reynaud-kormány miniszterelnök-helyettese, majd a német megszállás idején, Párizs eleste után, 1940. június 16-án Franciaország miniszterelnöke lett. Miután június 22-én fegyverszüneti megállapodást kötött a nemzetiszocialista Németországgal és a fasiszta Olaszországgal, a július 11-én Vichy-ben összehívott nemzetgyűlés teljhatalommal ruházta fel: köztársasági elnök (1944-ig) és miniszterelnök (1942-ig) volt egyidejűleg. A Vichy-kormány tehát személyileg végig összekapcsolódott Pétain tevékenységével. Politikája ingadozott a németbarátság és a németekkel szembeni ellenállás között. Jellemző, hogy a németbarát miniszterelnök-helyettest, Pierre Lavalt, 1940 decemberében menesztette, ám a németek nyomására 1942-ben vissza kellett helyeznie pozíciójába. 1941-ben tapogatózó tárgyalásokat kezdett a nyugati szövetségesekkel.
Amikor 1944. szeptember 7-én a németek – több más kormánytaggal együtt – először Belfort-ba, majd Sigmaringenbe vitték, Pétain megtagadott velük minden együttműködést, és lemondott hivatalos funkciói gyakorlásáról. Innen később az amerikaiak szabadították ki. Svájcba ment, ahonnan 1945 áprilisában saját elhatározásából hazatért.

## A második világháború után
Pétain-t egy különleges bíróság elé állították, amely halálra ítélte. Charles de Gaulle tábornok, köztársasági elnök az ítéletet kegyelemből életfogytig tartó szabadságvesztésre változtatta. A büntetést a Yeu-szigeten hajtották végre, először egy erődben, majd Pétain súlyosbodó betegségei miatt házi őrizetben. A Yeu-szigeten, Port-Joinville-ben halt meg 95 éves korában, sírja is itt található.

## Értékelése
Pétain értékelése máig is viták tárgya. Vannak, akik nemzeti hősként tartják számon; ám főleg a második világháborút követő években sokan náci-kollaboránsnak tekintették, illetve tekintik.